# Buffalo Pound Provincial Park
Buffalo Pound Provincial Park är en park i Kanada.   Den ligger i provinsen Saskatchewan, i den södra delen av landet, 2 300 km väster om huvudstaden Ottawa. Buffalo Pound Provincial Park ligger 525 meter över havet.
Terrängen runt Buffalo Pound Provincial Park är huvudsakligen platt. Buffalo Pound Provincial Park ligger nere i en dal. Trakten runt Buffalo Pound Provincial Park är nära nog obefolkad, med mindre än två invånare per kvadratkilometer..
Trakten runt Buffalo Pound Provincial Park består till största delen av jordbruksmark.